# لغات الصنغاي
لغات الصُّنْغَاي هي مجموعة لهجات ولغات مرتبطة بينها ترتكز في محيط نهر النيجر عبر عدة بلدان. من أهم المدن التي تتداول فيها لغات الصنغاي مدينتا تمبكتو وكاغو في مالي. تستعمل لغات الصنغاي لغاتٍ للتواصل المشترك في المنطقة منذ عهد سلطنة صنغاي.